# Ophiuche scissalis
Ophiuche scissalis là một loài bướm đêm trong họ Erebidae.